# キカラスウリ
キカラスウリ（黄烏瓜、学名：Trichosanthes kirilowii var. japonica）は、ウリ科の植物で、つる性の多年草。黄色の果実で知られる。カラスウリと同様に雌雄異株である。塊根は様々な用途に使用される（後述）。中国植物名は「日本栝樓」。

## 概要
北海道から九州に自生する。葉は切れ込みが入ったハート型で、表面は光沢をもち、葉の表面に多数の短毛を持つカラスウリと容易に区別できる。雌雄異株で、ひとつの株には雄花か雌花かのいずれかのみがつく。　
6 - 9月にかけての日没後から開花し、翌日午前中から午後くらいまで開花し続ける。花は白色、あるいはやや黄味がかった白色で直径5〜10cm程度。花冠は3 - 6枚に裂ける。花の先は糸状になり、長さは多様であるがカラスウリよりも総じて太い。雌花はつぼみの段階で子房を持っているため、つぼみが付いた時点で、その株の雌雄が判別できる。主に夜行性のスズメガが飛来しポリネーターになる。

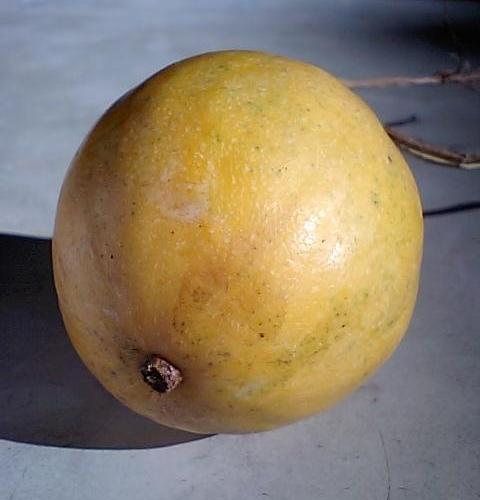
熟したキカラスウリの実

結実した果実は緑色で、表面には若干の凹凸がある。結実後2ヶ月程度で黄変し、9 - 11月ごろには黄熟する。熟した果実の種子周囲の果肉部分には甘みがあり食べる事ができる。但し、同じウリ科の植物であるメロンと同じように、過熟により舌や口内の粘膜を強く刺激する物質（ククルビタシンD）が生成するため、注意が必要である。種子はウリ科に多い扁平な楕円形である。
地下にはカラスウリに似た芋状の塊根を持ちデンプンを多く含む。年数を経た塊根は2kg以上に発達する場合もある。塊根から出たつるは、枯れずに越冬を繰り返し木質化していく場合もあり、その場合新芽は木質化したつるから出る。

## 利用

### 生薬
キカラスウリ（T. kirilowiを含む）やオオカラスウリ（T. bracteata）の皮層を除いた塊根は栝楼根（カロコン）という生薬（日本薬局方に記載）で、解熱、止渇、消腫などの作用がある。柴胡桂枝乾姜湯、柴胡清肝湯などの漢方方剤に使われる。種子を日干しにしたものは栝楼仁（カロウニン）という。
民間療法では、果実から採取して日干しした種子（栝楼仁）を、咳止めやや痰切りに、1日量10グラムを600 ccほどの水で半量になるまで煎じて、食間3回に分けて服用する方法が知られる。

### 抗エイズ薬としての研究
塊根から抽出されたタンパク質によるエイズに対する薬効が研究されている。

### その他
古くは塊根をつぶし、何度か水でさらした後乾燥させる事によって天花粉に加工し、おしろいの原料、あせもの予防、治療などに用いられた。また、デンプンを多く含むため、飢饉の時の危急食に利用したり、種子は脂肪を多く含むため、油脂を集めて灯火に用いる事なども研究された。熟していない果実は、塩漬け、粉漬け、汁の実の材料となる。初夏から夏の若い芽は湯がいてあえ物や炒め物に、また生のまま天ぷらや煮物に利用できる。

## 画像

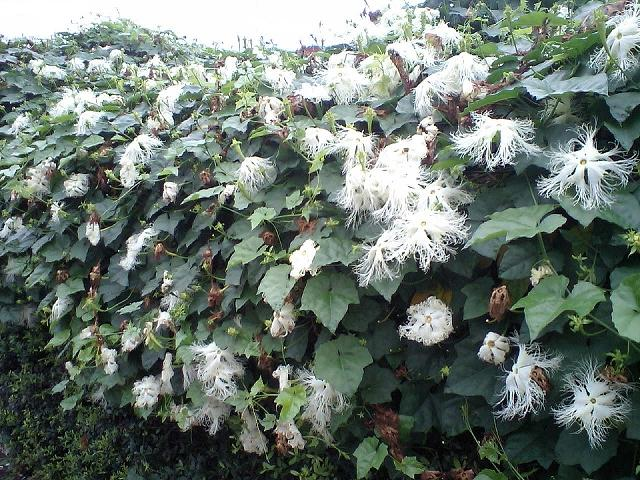
キカラスウリの群生（雄花）
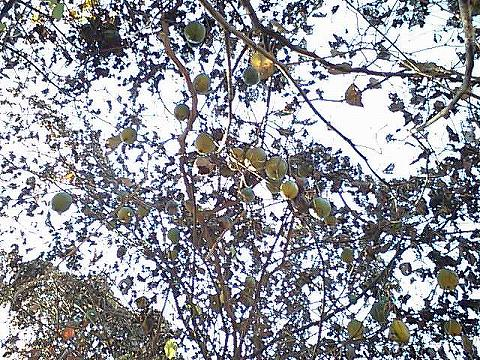
キカラスウリの結実状況
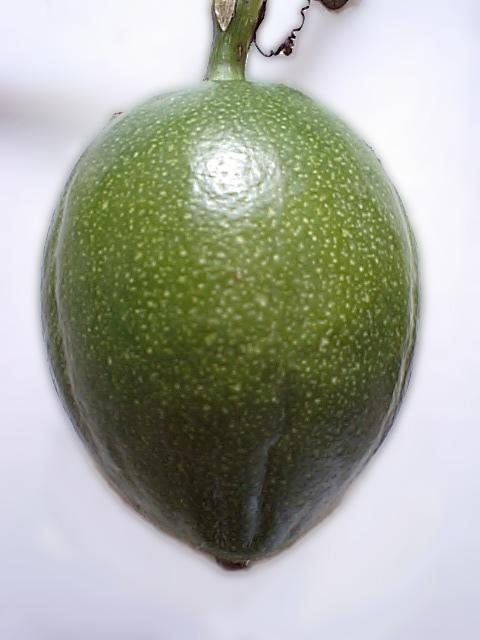
未熟のキカラスウリの実
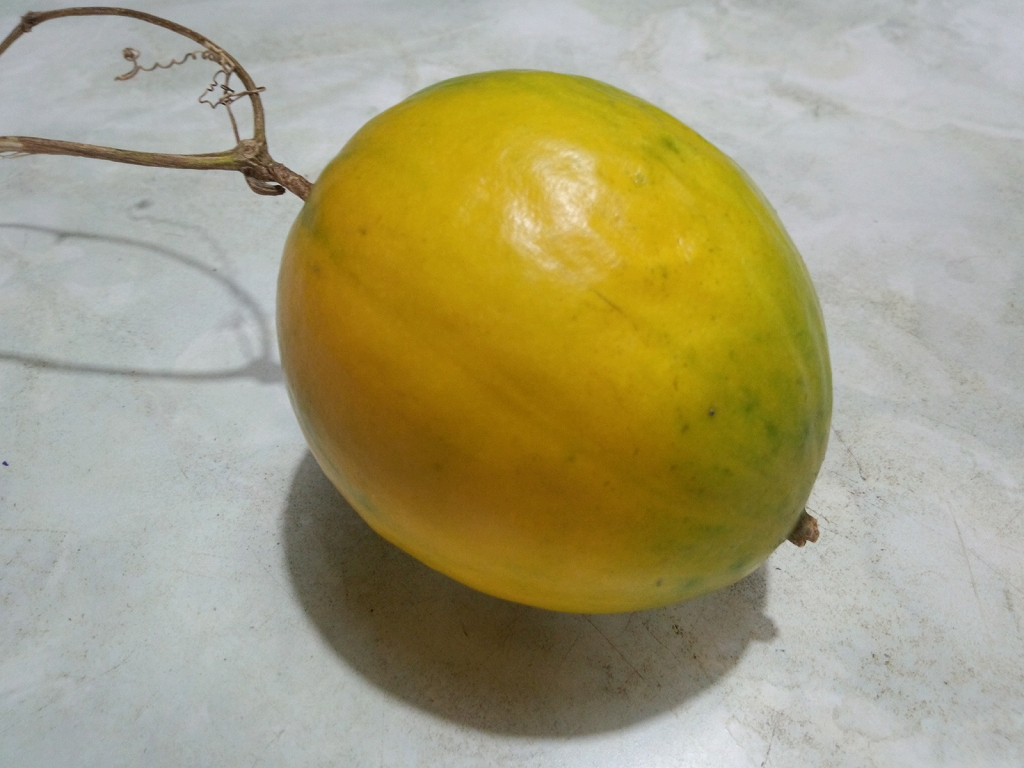
黄熟過程のキカラスウリの実
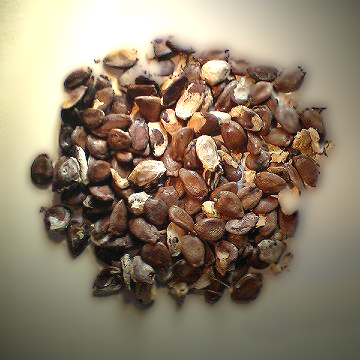
キカラスウリの種子
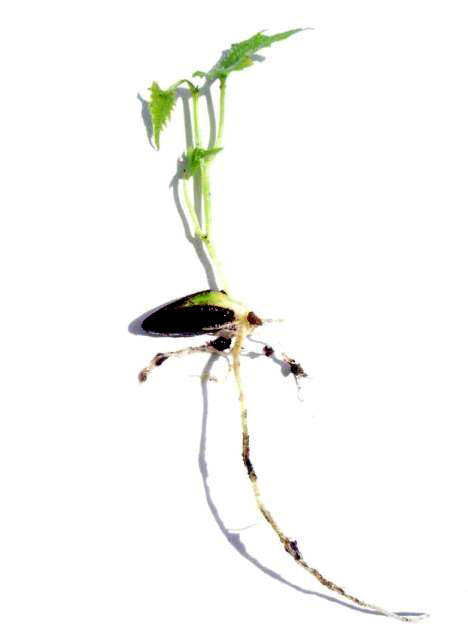
キカラスウリの発芽